# Stamboom Bernhard van Lippe-Biesterfeld (1911-2004)
Dit is de stamboom van Bernhard van Lippe-Biesterfeld (1911-2004).
| Stamboom Bernhard van Lippe-Biesterfeld                                                 | Stamboom Bernhard van Lippe-Biesterfeld                                                      | Stamboom Bernhard van Lippe-Biesterfeld                                                      | Stamboom Bernhard van Lippe-Biesterfeld                                                      | Stamboom Bernhard van Lippe-Biesterfeld                                                      | Stamboom Bernhard van Lippe-Biesterfeld                                                      | Stamboom Bernhard van Lippe-Biesterfeld                                                      | Stamboom Bernhard van Lippe-Biesterfeld                                                      | Stamboom Bernhard van Lippe-Biesterfeld                                                     | Stamboom Bernhard van Lippe-Biesterfeld                                                     | Stamboom Bernhard van Lippe-Biesterfeld                                                     | Stamboom Bernhard van Lippe-Biesterfeld                                                     | Stamboom Bernhard van Lippe-Biesterfeld                                                     | Stamboom Bernhard van Lippe-Biesterfeld                                                     | Stamboom Bernhard van Lippe-Biesterfeld                                                     |
| --------------------------------------------------------------------------------------- | -------------------------------------------------------------------------------------------- | -------------------------------------------------------------------------------------------- | -------------------------------------------------------------------------------------------- | -------------------------------------------------------------------------------------------- | -------------------------------------------------------------------------------------------- | -------------------------------------------------------------------------------------------- | -------------------------------------------------------------------------------------------- | ------------------------------------------------------------------------------------------- | ------------------------------------------------------------------------------------------- | ------------------------------------------------------------------------------------------- | ------------------------------------------------------------------------------------------- | ------------------------------------------------------------------------------------------- | ------------------------------------------------------------------------------------------- | ------------------------------------------------------------------------------------------- |
| Overgrootouders                                                                         | Julius van Lippe-Biesterfeld (1812-1844) x 1839 Adelaide van Castell-Castell (1818-1900)     | Julius van Lippe-Biesterfeld (1812-1844) x 1839 Adelaide van Castell-Castell (1818-1900)     | Julius van Lippe-Biesterfeld (1812-1844) x 1839 Adelaide van Castell-Castell (1818-1900)     | Leopold van Wartensleben (1818-1846) x 1841 Mathilde Halbach (1822-1848)                     | Leopold van Wartensleben (1818-1846) x 1841 Mathilde Halbach (1822-1848)                     | Leopold van Wartensleben (1818-1846) x 1841 Mathilde Halbach (1822-1848)                     | Leopold van Wartensleben (1818-1846) x 1841 Mathilde Halbach (1822-1848)                     | Adold van Cramm (1812-1879) x 1839 Hedwig van Cramm (1819-1891)                             | Adold van Cramm (1812-1879) x 1839 Hedwig van Cramm (1819-1891)                             | Adold van Cramm (1812-1879) x 1839 Hedwig van Cramm (1819-1891)                             | Ernst Eberhard van Sierstorpff-Driburg (1813-1855) x 1844 Karoline van Vincke (1822-1870)   | Ernst Eberhard van Sierstorpff-Driburg (1813-1855) x 1844 Karoline van Vincke (1822-1870)   | Ernst Eberhard van Sierstorpff-Driburg (1813-1855) x 1844 Karoline van Vincke (1822-1870)   | Ernst Eberhard van Sierstorpff-Driburg (1813-1855) x 1844 Karoline van Vincke (1822-1870)   |
| Grootouders                                                                             | Ernst Casimir van Lippe-Biesterfeld (1842-1904) x 1869 Caroline van Wartensleben (1844-1905) | Ernst Casimir van Lippe-Biesterfeld (1842-1904) x 1869 Caroline van Wartensleben (1844-1905) | Ernst Casimir van Lippe-Biesterfeld (1842-1904) x 1869 Caroline van Wartensleben (1844-1905) | Ernst Casimir van Lippe-Biesterfeld (1842-1904) x 1869 Caroline van Wartensleben (1844-1905) | Ernst Casimir van Lippe-Biesterfeld (1842-1904) x 1869 Caroline van Wartensleben (1844-1905) | Ernst Casimir van Lippe-Biesterfeld (1842-1904) x 1869 Caroline van Wartensleben (1844-1905) | Ernst Casimir van Lippe-Biesterfeld (1842-1904) x 1869 Caroline van Wartensleben (1844-1905) | Aschwin van Sierstorpff-Cramm (1846-1909) x 1872 Hedwig van Sierstorpff (1848-1900)         | Aschwin van Sierstorpff-Cramm (1846-1909) x 1872 Hedwig van Sierstorpff (1848-1900)         | Aschwin van Sierstorpff-Cramm (1846-1909) x 1872 Hedwig van Sierstorpff (1848-1900)         | Aschwin van Sierstorpff-Cramm (1846-1909) x 1872 Hedwig van Sierstorpff (1848-1900)         | Aschwin van Sierstorpff-Cramm (1846-1909) x 1872 Hedwig van Sierstorpff (1848-1900)         | Aschwin van Sierstorpff-Cramm (1846-1909) x 1872 Hedwig van Sierstorpff (1848-1900)         | Aschwin van Sierstorpff-Cramm (1846-1909) x 1872 Hedwig van Sierstorpff (1848-1900)         |
| Ouders                                                                                  | Bernhard van Lippe-Biesterfeld (1872-1934) x 1909 Armgard van Sierstorpff-Cramm (1883-1971)  | Bernhard van Lippe-Biesterfeld (1872-1934) x 1909 Armgard van Sierstorpff-Cramm (1883-1971)  | Bernhard van Lippe-Biesterfeld (1872-1934) x 1909 Armgard van Sierstorpff-Cramm (1883-1971)  | Bernhard van Lippe-Biesterfeld (1872-1934) x 1909 Armgard van Sierstorpff-Cramm (1883-1971)  | Bernhard van Lippe-Biesterfeld (1872-1934) x 1909 Armgard van Sierstorpff-Cramm (1883-1971)  | Bernhard van Lippe-Biesterfeld (1872-1934) x 1909 Armgard van Sierstorpff-Cramm (1883-1971)  | Bernhard van Lippe-Biesterfeld (1872-1934) x 1909 Armgard van Sierstorpff-Cramm (1883-1971)  | Bernhard van Lippe-Biesterfeld (1872-1934) x 1909 Armgard van Sierstorpff-Cramm (1883-1971) | Bernhard van Lippe-Biesterfeld (1872-1934) x 1909 Armgard van Sierstorpff-Cramm (1883-1971) | Bernhard van Lippe-Biesterfeld (1872-1934) x 1909 Armgard van Sierstorpff-Cramm (1883-1971) | Bernhard van Lippe-Biesterfeld (1872-1934) x 1909 Armgard van Sierstorpff-Cramm (1883-1971) | Bernhard van Lippe-Biesterfeld (1872-1934) x 1909 Armgard van Sierstorpff-Cramm (1883-1971) | Bernhard van Lippe-Biesterfeld (1872-1934) x 1909 Armgard van Sierstorpff-Cramm (1883-1971) | Bernhard van Lippe-Biesterfeld (1872-1934) x 1909 Armgard van Sierstorpff-Cramm (1883-1971) |
| Bernhard van Lippe-Biesterfeld (1911-2004) x 1937 Juliana van Oranje-Nassau (1909-2004) |                                                                                              |                                                                                              |                                                                                              |                                                                                              |                                                                                              |                                                                                              |                                                                                              |                                                                                             |                                                                                             |                                                                                             |                                                                                             |                                                                                             |                                                                                             |                                                                                             |
| Kinderen                                                                                | Beatrix (1938) x 1966 Claus van Amsberg (1926-2002)                                          | Beatrix (1938) x 1966 Claus van Amsberg (1926-2002)                                          | Beatrix (1938) x 1966 Claus van Amsberg (1926-2002)                                          | Irene (1939) x 1964 Karel Hugo van Bourbon-Parma (1930-2010)                                 | Irene (1939) x 1964 Karel Hugo van Bourbon-Parma (1930-2010)                                 | Irene (1939) x 1964 Karel Hugo van Bourbon-Parma (1930-2010)                                 | Irene (1939) x 1964 Karel Hugo van Bourbon-Parma (1930-2010)                                 | Margriet (1943) x 1967 Pieter van Vollenhoven (1939)                                        | Margriet (1943) x 1967 Pieter van Vollenhoven (1939)                                        | Margriet (1943) x 1967 Pieter van Vollenhoven (1939)                                        | Margriet (1943) x 1967 Pieter van Vollenhoven (1939)                                        | Christina (1947) x 1975 Jorge Guillermo (1946)                                              | Christina (1947) x 1975 Jorge Guillermo (1946)                                              | Christina (1947) x 1975 Jorge Guillermo (1946)                                              |
| Kleinkinderen                                                                           | Willem-Alexander (1967) x 2002 Maxima (1971)                                                 | Friso (1968-2013) x 2004 Mabel (1968)                                                        | Constantijn (1969) x 2001 Laurentien (1966)                                                  | Carlos (1970) x 2010 Annemarie (1977)                                                        | Margarita (1972) x 2001-2006 Edwin (1966) x 2008 Tjalling (1975)                             | Jaime (1972) x 2013 Viktória (1982)                                                          | Carolina (1974) x 2012 Albert (1974)                                                         | Maurits (1968) x 1998 Marilène (1970)                                                       | Bernhard jr (1969) x 2000 Annette (1972)                                                    | Pieter Christiaan (1972) x 2005 Anita (1969)                                                | Floris (1975) x 2005 Aimée (1977)                                                           | Bernardo (1977) x 2009-2011 (?) Eva (1978)                                                  | Nicolás (1979)                                                                              | Juliana (1981) x Tao Bodhi                                                                  |
| Achterkleinkinderen                                                                     | Catharina-Amalia (2003) Alexia (2005) Ariane (2007)                                          | Luana (2005) Zaria (2006)                                                                    | Eloise (2002) Claus-Casimir (2004) Leonore (2006)                                            | Carlos (1997) (buitenechtelijk) Luisa (2012) Cecilia (2013) Carlos (2016)                    | Julia (2008) Paola (2011)                                                                    | Zita (2014) Gloria (2016)                                                                    | Alaïa-Maria (2014) Xavier (2015)                                                             | Anna (2001) Lucas (2002) Felicia (2005)                                                     | Isabella (2002) Samuel (2004) Benjamin (2008)                                               | Emma (2006) Pieter (2008)                                                                   | Magali (2007) Eliane (2009) Willem Jan (2013)                                               | Isabel (2009) Julian (2011)                                                                 | -                                                                                           | Kai (2014) Numa (2016) Aida (?)                                                             |